# Distrito electoral de Kamanjab
Kamanjab es un distrito electoral de la Región de Kunene, en Namibia. Es uno de los 6 en los que está dividida la región. Su población es de 6.012 habitantes.

## Otros distritos electorales
- Epupa
- Opuwo
- Outjo
- Sesfontein
- Khorixas